# 모미야마역
모미야마역(일본어: 樅山駅)은 일본 도치기현 가누마시에 있는 도부 철도 닛코 선의 역이다. 역 번호는 TN 17이다.

## 역 구조
상대식 승강장 2면 2선의 지상역이다. 역사는 아사쿠사 방향 승강장 쪽에 있고, 도부 닛코 방면 승강장은 과선교에서 연결된다. 역무원은 배치되지 않았으나 승차권은 역전 상점에서 판매하고 있는 간이 위탁역이다.

### 승강장
| 번호 | 노선    | 방향 | 행선                                                                                      |
| ---- | ------- | ---- | ----------------------------------------------------------------------------------------- |
| 1    | 닛코 선 | 상행 | 신토치기・도부 도부쓰코엔・ 도부 스카이트리 라인 기타센주・도쿄 스카이트리・아사쿠사 방면 |
| 2    | 닛코 선 | 하행 | 시모이마이치・도부 닛코・ 기누가와 선 기누가와온센 방면                                   |

## 역 주변
- 가누마 모미야마 우체국
- 모미야마이키코 신사 - 매년 9월 19일경의 일요일에 선택 무형 민속 문화재 "모미야마이키코 신사의 울음 스모"가 열린다.
- 국도 제293호선
- 국도 제352호선
- 도치기 현도 15호 가누마아시오 선
- 도치기 현도 137호 모미야마 정차장선

## 역사
- 1929년 4월 1일: 영업 개시.
- 1973년 9월 1일: 역 무인화, 간이 위탁 개시.
- 2012년 3월 17일: TN 17의 역 번호 도입.

## 사진

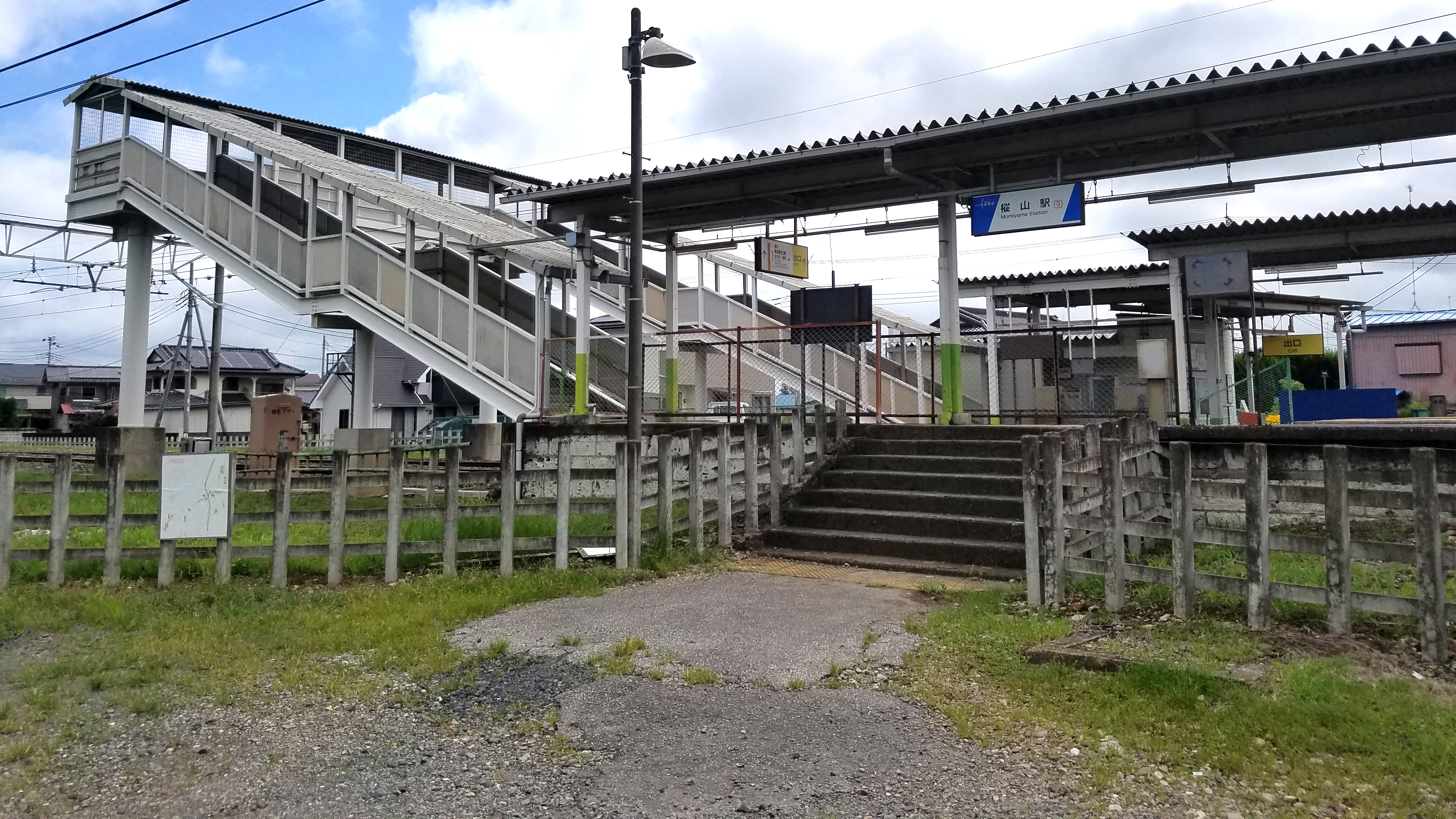
서쪽 출입구(2021년 8월)

## 인접역
| 도부 철도 닛코 선                 | 도부 철도 닛코 선  | 도부 철도 닛코 선             |
| --------------------------------- | ------------------ | ----------------------------- |
| TN 16 니레기 도부 도부쓰코엔 방면 | ■ 구간 급행 ■ 보통 | 신카누마 TN 18 도부 닛코 방면 |